# 龙兴镇 (龙江县)
龙兴镇，是中华人民共和国黑龙江省齐齐哈尔市龍江縣下辖的一个乡镇级行政单位。

## 行政区划
龙兴镇下辖以下地区：
龙兴街道社区、龙兴村、德胜村、文化村、西山村、其林村、旧边村、新安村、新功村、利华村、新城村、荣胜村、雅鲁河村、四架山村、大湾村、奋勇村、东风村和小湾村。

## 历史
龙兴镇，原名“李三店”。初有山东人“李三”于此“草创茅屋数间开店”，遂称此地为“李三店”。1913年隶属龙江县管辖。1916年3月，划入济沁河稽垦局，稽垦局设于李三店，管理荒务。1926年2月，正式并人新设立的雅鲁设治局管辖。1929年“改局为县”，隶属雅鲁县管辖。1933年4月，划归龙江县管辖，设李三店保。1938年4月改设李三店村。1946年6月设置李三店区，1948年改为第五区。1951年9月，设置李三店镇，为区辖镇。1956年3月，改乡级镇，并以“龙江兴旺之地”而改名为龙兴镇。1957年5月，将东南乡并人龙兴镇。1958年6月，又将朝阳山乡、湾龙沟乡、旧边乡并入龙兴镇。1958年9月，与新盛乡合并，成立龙兴人民公社。1984年4月，改为龙兴镇。